# Vaux-en-Vermandois
Vaux-en-Vermandois è un comune francese di 148 abitanti situato nel dipartimento dell'Aisne della regione dell'Alta Francia.

## Società

### Evoluzione demografica
Abitanti censiti